# Szügy
Szügy es un pueblo ubicado en el condado de Nógrád, Hungría.

## Superficie
Posee una superficie de 19,50 kilómetros cuadrados.

## Demografía
Hasta 2021 la población era de 1428 habitantes, con una densidad de población de 73,23 habitantes por kilómetro cuadrado.